# لئون گوتیه
لئون گوتیه (به فرانسوی: Léon Gautier) مورخ قرن نوزدهم میلادی اهل فرانسه بود.